# Ischnocera
Sous-ordre
Les poux broyeurs (Ischnocera) sont un sous-ordre d'insectes parasites hématophages qui infectent principalement les oiseaux mais aussi les mammifères. Ce groupe est probablement paraphylétique. Les espèces formant ce groupe passent en principe par au moins un stade nécessitant la présence d'un oiseau.
Beaucoup d'Ischnocera aviaires ont une silhouette allongée qui leur permet de se cacher entre les calamus pour éviter d'être éjectés au cours des vols ou délogés lors des séances de toilettage.

## Liste des familles
Selon ITIS :
- famille Philopteridae
- famille Trichodectidae

autres familles :
- Heptapsogasteridae
- Goniodidae